# Persone di nome Pietro/Pittori
| Questa pagina contiene informazioni ricavate automaticamente dalle voci biografiche con l'ausilio del template Bio e di un bot. L'aggiornamento è periodico e automatico e ricostruisce completamente la pagina. Se manca una persona in questa lista, sei pregato di non aggiungerla, ma accertati piuttosto che la sua voce biografica contenga il template Bio e che i dati anagrafici siano correttamente compilati. Se il template Bio manca, inseriscilo tu stesso o, in alternativa, metti l'avviso {{tmp\|Bio}} che ne segnala la mancanza. Se i dati riportati sono sbagliati, correggi direttamente la voce biografica; le modifiche saranno visibili in questa lista entro pochi giorni. Per chiarimenti vedi il progetto antroponimi. La lista contiene solo le 177 persone che sono citate nell'enciclopedia e per le quali è stato implementato correttamente il template Bio. Pagina aggiornata al 6 ago 2025. |

Questa è una lista di persone presenti nell'enciclopedia che hanno il nome Pietro e sono pittori.

## A(17)
- Pietro Paolo Abate, pittore italiano (Modena, n. 1592 - Modena, † 1630)
- Pietro Paolo Abbati il Vecchio, pittore italiano (Modena - Modena, † 1575)
- Pietro Afesa, pittore italiano
- Pietro Paolo Agabiti, pittore e architetto italiano (Sassoferrato - Cupramontana)
- Pietro Agliardi, pittore italiano (Bergamo, n. 1825 - Bergamo, † 1886)
- Pietro Francesco Alberti, pittore e incisore italiano (Sansepolcro, n. 1584 - Roma, † 1638)
- Pietro Antonio Alciati, pittore italiano (Como - Roma, † 1584)
- Pietro Aldi, pittore italiano (Manciano, n. 1852 - Manciano, † 1888)
- Pietro Alima, pittore italiano
- Pietro Anderlini, pittore italiano (Firenze, n. 1687 - Firenze, † 1755)
- Pietro Angeletti, pittore italiano (Roma)
- Pietro Angelini, pittore italiano (Forlì, n. 1888 - Roma, † 1977)
- Pietro Annigoni, pittore italiano (Milano, n. 1910 - Firenze, † 1988)
- Pietro Aquila, pittore e incisore italiano (Marsala, n. 1630 - Alcamo, † 1692)
- Pietro Antonio Avanzini, pittore italiano (Piacenza, n. 1656 - † 1733)
- Pietro Avogadro, pittore italiano (Brescia, n. 1667 - Brescia, † 1737)
- Pietro Ayres, pittore italiano (Savigliano, n. 1794 - Torino, † 1878)

## B(20)
- Pietro Bacchi da Bagnara, pittore italiano
- Pietro Bagatti Valsecchi, pittore e miniaturista italiano (Milano, n. 1802 - Milano, † 1864)
- Pietro Bainville, pittore francese (Francia, n. 1674 - Palmanova, † 1749)
- Pietro Paolo Baldinacci, pittore italiano
- Pietro Antonio Balestra, pittore italiano (Piacenza, n. 1711 - Busseto, † 1789)
- Pietro Andrea Barberi Pucciardi, pittore italiano (Fosdinovo, n. 1684 - Roma, † 1730)
- Pietro Bardellino, pittore italiano (Napoli, n. 1732 - Napoli, † 1806)
- Pietro Barillà, pittore italiano (Radicena, n. 1887 - Napoli, † 1953)
- Pietro Barucci, pittore italiano (Roma, n. 1845 - Roma, † 1917)
- Pietro Baschenis, pittore italiano (Bergamo - Bergamo, † 1630)
- Pietro Befulco, pittore italiano
- Pietro Bellotto, pittore italiano (Volciano, n. 1625 - Gargnano, † 1700)
- Pietro Benvenuti, pittore italiano (Arezzo, n. 1769 - Firenze, † 1844)
- Pietro Bernardi, pittore italiano (Verona - † 1623)
- Pietro Bernini, pittore e scultore italiano (Sesto Fiorentino, n. 1562 - Roma, † 1629)
- Pietro Bianchi, pittore italiano (n. 1694 - † 1740)
- Pietro Bisio, pittore italiano (Casei Gerola, n. 1932)
- Pietro Paolo Bonzi, pittore italiano (Cortona, n. 1576 - Roma, † 1636)
- Pietro Bouvier, pittore italiano (Milano, n. 1839 - Milano, † 1927)
- Pietro Bugiani, pittore italiano (Pistoia, n. 1905 - Pistoia, † 1992)

## C(15)
- Pietro Giovanni Calvano, pittore italiano (Siena - Sassari, † 1568)
- Pietro Calzetta, pittore italiano
- Pietro Cannata, pittore italiano
- Pietro Paolo Caruana, pittore e litografo maltese (La Valletta, n. 1793 - La Valletta, † 1852)
- Pietro Augusto Cassina, pittore italiano (Torino, n. 1913 - Torino, † 1999)
- Pietro Cavallini, pittore italiano (Roma)
- Pietro Cavaro, pittore italiano (Cagliari - Cagliari, † 1537)
- Pietro Alessio Chini, pittore e decoratore italiano (Borgo San Lorenzo, n. 1800 - † 1876)
- Pietro Chini, pittore e decoratore italiano (Borgo San Lorenzo, n. 1876 - Borgo San Lorenzo, † 1952)
- Pietro Ciafferi, pittore italiano (Pisa, n. 1600 - † 1654)
- Pietro Bartolomeo Cittadella, pittore italiano (Vicenza, n. 1636 - Vicenza, † 1704)
- Pietro Cocchi, pittore italiano (Pontremoli, n. 1826 - Firenze, † 1846)
- Pietro Coleberti, pittore italiano (Piperno)
- Pietro Confortini, pittore italiano (Firenze - Firenze)
- Pietro Cortelezzi, pittore italiano (Tradate, n. 1898 - Milano, † 1978)

## D(12)
- Pietro D'Asaro, pittore italiano (Racalmuto, n. 1579 - † 1647)
- Pietro Damini, pittore italiano (Castelfranco Veneto, n. 1592 - Padova, † 1631)
- Pietro del Pò, pittore e incisore italiano (Palermo, n. 1610 - Napoli, † 1692)
- Pietro Desani, pittore italiano (n. 1595 - † 1647)
- Pietro Diana, pittore, incisore e disegnatore italiano (Milano, n. 1931 - Milano, † 2016)
- Pietro Dodero, pittore e incisore italiano (Genova, n. 1881 - Genova, † 1967)
- Pietro di Domenico da Siena, pittore italiano (Siena, n. 1457 - Siena, † 1506)
- Pietro Duranti, pittore italiano (Roma, n. 1710 - Napoli)
- Pietro Della Vecchia, pittore italiano (Venezia, n. 1603 - Vicenza, † 1678)
- Pietro da Cortona, pittore e architetto italiano (Cortona, n. 1597 - Roma, † 1669)
- Pietro da Pietri, pittore italiano (Premia, n. 1663 - † 1716)
- Pietro del Massaio, pittore, cartografo e miniatore italiano (Firenze, n. 1420 - Firenze)

## E(2)
- Pietro Edwards, pittore e restauratore italiano (Loreto, n. 1744 - Venezia, † 1821)
- Pietro Ermini, pittore e incisore italiano (Arezzo, n. 1774 - † 1850)

## F(12)
- Pietro Fabris, pittore italiano (Napoli, n. 1740 - † 1792)
- Pietro Faccini, pittore italiano (Bologna - † 1602)
- Pietro Fachetti, pittore e incisore italiano (Mantova, n. 1539 - Roma, † 1613)
- Pietro Fancelli, pittore e scenografo italiano (Bologna, n. 1764 - Pesaro, † 1850)
- Pietro Fassi, pittore italiano (Desenzano al Serio, n. 1885 - Albino, † 1965)
- Pietro Ercole Fava, pittore italiano (Bologna, n. 1669 - Bologna, † 1744)
- Pietro Fea, pittore italiano (Casale Monferrato, n. 1771 - Casalborgone, † 1842)
- Pietro Ferrabini, pittore italiano (Rancio, n. 1787 - Rancio di Lecco, † 1869)
- Pietro Melchiorre Ferrari, pittore italiano (Sissa, n. 1735 - Parma, † 1787)
- Pietro Antonio Ferro, pittore italiano (Ferrandina, n. 1570)
- Pietro Fragiacomo, pittore italiano (Trieste, n. 1856 - Venezia, † 1922)
- Pietro Fuluto, pittore italiano (Tolmezzo)

## G(13)
- Pietro Alemanno, pittore e scultore italiano (Choetbei - Ascoli Piceno, † 1498)
- Pietro Gagliardi, pittore e architetto italiano (Roma, n. 1809 - Frascati, † 1890)
- Pier Antonio Gariazzo, pittore, incisore e scrittore italiano (Torino, n. 1879 - Torino, † 1964)
- Pietro Gaspari, pittore e scenografo italiano (Venezia, n. 1720 - Venezia, † 1785)
- Pietro Gaudenzi, pittore italiano (Genova, n. 1880 - Anticoli Corrado, † 1955)
- Pietro Geranzani, pittore italiano (Londra, n. 1964)
- Pietro Ghizzardi, pittore e scrittore italiano (Viadana, n. 1906 - Boretto, † 1986)
- Pietro Giarrè, pittore italiano (Firenze, n. 1736)
- Pietro Giovanni da Venezia, pittore e intagliatore italiano (Venezia)
- Pietro Gonzaga, pittore e scenografo italiano (Longarone, n. 1751 - San Pietroburgo, † 1831)
- Pietro Grammorseo, pittore fiammingo (Casale Monferrato)
- Pietro Gualdi Lodrini, pittore italiano (Nembro, n. 1716)
- Pietro Guarienti, pittore e storico dell'arte italiano (Verona - † 1765)

## I(1)
- Pietro Ivaldi, pittore italiano (Ponzone, n. 1810 - Acqui Terme, † 1885)

## L(12)
- Pietro Labruzzi, pittore italiano (Roma, n. 1739 - Roma, † 1805)
- Pietro Lamo, pittore e scrittore italiano (Bologna - Bologna, † 1578)
- Pietro di Giovanni Lianori, pittore italiano
- Pietro Liberi, pittore italiano (Padova, n. 1605 - Venezia, † 1687)
- Pietro Ligari, pittore, architetto e agronomo italiano (Ardenno, n. 1686 - Sondrio, † 1752)
- Pietro Paolo Lippi, pittore italiano († 1682)
- Pietro Longhi, pittore italiano (Venezia, n. 1701 - Venezia, † 1785)
- Pietro Lorenzetti, pittore italiano (Siena)
- Fratelli Lorenzetti, pittore italiano (Siena)
- Pietro Antonio Lorenzoni, pittore austriaco (Cles, n. 1721 - Salisburgo, † 1782)
- Piero Lucano, pittore, architetto e scrittore italiano (Trieste, n. 1878 - Trieste, † 1972)
- Pietro Lucatelli, pittore italiano (n. 1637 - † 1710)

## M(15)
- Pietro Antonio Magatti, pittore italiano (Varese, n. 1691 - Varese, † 1767)
- Pietro Maggi, pittore italiano (Milano)
- Pietro Malombra, pittore italiano (Venezia, n. 1556 - Venezia, † 1618)
- Pietro Mango, pittore italiano (Napoli)
- Pietro Marchesini, pittore italiano (Pistoia, n. 1692 - Pistoia, † 1757)
- Pietro Marescalchi, pittore italiano (Feltre, n. 1522 - Feltre, † 1589)
- Pietro Marone, pittore italiano (Brescia, n. 1548 - Brescia, † 1603)
- Pietro Martorana, pittore italiano (Nicosia, n. 1700 - Palermo, † 1759)
- Pietro Micheli, pittore italiano (Firenze, n. 1685 - Imola, † 1750)
- Pietro Michis, pittore italiano (Milano, n. 1836 - † 1903)
- Pietro Minghelli, pittore e decoratore italiano (Vignola, n. 1780 - Modena, † 1822)
- Pietro di Miniato, pittore italiano
- Pietro Morando, pittore italiano (Alessandria, n. 1889 - Alessandria, † 1980)
- Pietro Moro, pittore italiano
- Pietro Venale, pittore e decoratore italiano (Imola)

## N(10)
- Pietro Nanin, pittore italiano (Verona, n. 1808 - † 1889)
- Pietro Narducci, pittore e docente italiano (Milano, n. 1793 - Vercelli, † 1880)
- Pietro Negri, pittore italiano (Venezia, n. 1628 - Venezia, † 1679)
- Pietro Negroni, pittore italiano (Cosenza, n. 1505 - Napoli, † 1567)
- Pietro Nelli, pittore italiano (Borgo San Lorenzo - † 1419)
- Pietro Nelli, pittore italiano (Massa, n. 1672 - Roma, † 1740)
- Pietro Martire Neri, pittore italiano (Cremona, n. 1591 - Roma, † 1661)
- Pietro Novelli, pittore e architetto italiano (Monreale, n. 1603 - Palermo, † 1647)
- Pietro Antonio Novelli, pittore, incisore e scrittore italiano (Venezia, n. 1729 - Venezia, † 1804)
- Pietro Antonio Novelli, pittore e incisore italiano (Monreale, n. 1568 - Monreale, † 1625)

## O(4)
- Pietro Domenico Olivero, pittore italiano (Torino, n. 1679 - Torino, † 1755)
- Pietro Paolo Operti, pittore italiano (Bra, n. 1704 - Bra, † 1793)
- Pietro di Francesco Orioli, pittore italiano (Siena, n. 1458 - Siena, † 1496)
- Pietro di Niccolò da Orvieto, pittore italiano (n. 1430 - † 1484)

## P(18)
- Pietro Pajetta, pittore italiano (Serravalle, n. 1845 - Padova, † 1911)
- Pietro Paltronieri, pittore italiano (Mirandola, n. 1673 - Bologna, † 1741)
- Pietro Paoletti, pittore italiano (Belluno, n. 1801 - Belluno, † 1847)
- Pietro Paolini, pittore italiano (Lucca, n. 1603 - Lucca, † 1681)
- Pietro Parenti, pittore, scultore e letterato italiano (Santa Croce sull'Arno, n. 1875 - Castelfranco di Sotto, † 1948)
- Alberto Pasini, pittore italiano (Busseto, n. 1826 - Cavoretto, † 1899)
- Pietro Pedroni, pittore italiano (Pontremoli, n. 1744 - Firenze, † 1803)
- Pietro Pertichi, pittore italiano (Firenze - Firenze, † 1756)
- Pietro Piani, pittore e decoratore italiano (Faenza, n. 1770 - Bologna, † 1841)
- Pietro Francesco Garoli, pittore e architetto italiano (n. 1638 - Roma, † 1716)
- Pietro Luchini, pittore italiano (Bergamo, n. 1799 - Bologna, † 1883)
- Pietro di Domenico da Montepulciano, pittore italiano
- Pietro del Donzello, pittore e architetto italiano (Firenze, n. 1452 - Firenze, † 1509)
- Pietro da Rimini, pittore italiano (Rimini)
- Pietro di Giovanni d'Ambrosio, pittore italiano (Siena, n. 1410 - Siena, † 1449)
- Pietro degli Ingannati, pittore italiano (Venezia - Venezia)
- Pietro Plescan, pittore e incisore italiano (Milano, n. 1929 - Milano, † 2022)
- Pietro Francesco Prina, pittore italiano (Novara, n. 1647 - Milano, † 1727)

## R(9)
- Pietro Racchetti, pittore italiano (Crema, n. 1809 - Crema, † 1853)
- Pietro Paolo Raggi, pittore italiano (Genova - Bergamo, † 1724)
- Pietro Raxis il vecchio, pittore e scultore italiano (Cagliari, n. 1506 - Alcalá la Real, † 1581)
- Pietro Ricchi, pittore italiano (Lucca, n. 1606 - Udine, † 1675)
- Pietro Ronchi, pittore italiano
- Pietro Ronzelli, pittore italiano (Stezzano - † 1621)
- Pietro Ronzoni, pittore italiano (Sedrina, n. 1781 - Bergamo, † 1862)
- Pietro Rotari, pittore italiano (Verona, n. 1707 - San Pietroburgo, † 1762)
- Pietro Ruzzolone, pittore italiano (Palermo)

## S(9)
- Pietro Saltini, pittore italiano (Firenze, n. 1839 - Firenze, † 1908)
- Pietro Santi Bambocci, pittore italiano
- Pietro Santi Bartoli, pittore, antiquario e incisore italiano (Perugia, n. 1635 - Roma, † 1700)
- Pietro Saporetti, pittore italiano (Bagnacavallo, n. 1832 - Bassano del Grappa, † 1893)
- Pietro Sassi, pittore italiano (Alessandria, n. 1834 - Roma, † 1905)
- Pietro Scalvini, pittore e decoratore italiano (Brescia, n. 1718 - Brescia, † 1792)
- Pietro Scoppetta, pittore italiano (Amalfi, n. 1863 - Napoli, † 1920)
- Pietro Scotti, pittore italiano (Laino, n. 1768 - San Pietroburgo, † 1838)
- Pietro Sorri, pittore italiano (San Gusmè, n. 1556 - Siena, † 1622)

## T(4)
- Pietro Taglioretti, pittore, architetto e diplomatico svizzero (Lugano, n. 1757 - Milano, † 1823)
- Pietro da Talada, pittore italiano
- Pietro Testa, pittore italiano (Lucca, n. 1612 - Roma, † 1650)
- Pietro Tinu, pittore italiano (Ozieri, n. 1923 - Cagliari, † 1999)

## U(2)
- Pietro Uberti, pittore italiano (n. 1671 - † 1762)
- Pietro Ulivi, pittore italiano (Pistoia, n. 1806 - Pistoia, † 1880)

## V(2)
- Perugino, pittore italiano (Città della Pieve - Fontignano, † 1523)
- Pietro Paolo Vasta, pittore italiano (Acireale, n. 1697 - Acireale, † 1760)